# Valentin Kušar
Valentin Kušar, slovenski fizik in matematik, * 10. februar 1873, Reteče, † 21. februar 1962, Ljubljana.
Leta 1897 je končal študij na dunajski Univerzi. Od 1898 je 23 let poučeval na srednjih šolah v Kranju, Kopru in Ljubljani, tu je bil od 1904 do 1918  
tudi glavni učitelj na učiteljišču. Leta 1919 je začel kot zunanji predavatelj predavati eksperimentalno fiziko na novo ustanovljeni Tehniški fakulteti v Ljubljani in bil tu v letih 1924 do 1932 izredni profesor. Kasneje pa je bil predavatelj na Filozofski fakulteti v Ljubljani.